# Chrysops brucei
Chrysops brucei är en tvåvingeart som beskrevs av Austen 1907. Chrysops brucei ingår i släktet Chrysops och familjen bromsar.
Artens utbredningsområde är Sudan. Inga underarter finns listade i Catalogue of Life.